# Hoplocnemis crassipes
Hoplocnemis crassipes är en skalbaggsart som beskrevs av Olivier 1789. Hoplocnemis crassipes ingår i släktet Hoplocnemis och familjen Melolonthidae. Inga underarter finns listade i Catalogue of Life.